# Corey Dickerson
McKenzie Corey Dickerson (ur. 22 maja 1989) – amerykański baseballista występujący na pozycji lewozapolowego w Pittsburgh Pirates.

## Przebieg kariery
Dickerson studiował na Meridian Community College, gdzie w 2010 grał w drużynie uniwersyteckiej MCC Eagles, zrzeszonej w National Junior College Athletic Association. W czerwcu 2010 został wybrany w ósmej rundzie draftu przez Colorado Rockies i początkowo grał w klubach farmerskich tego zespołu, między innymi w Colorado Springs Sky Sox, reprezentującym poziom Triple-A. W Major League Baseball zadebiutował 22 czerwca 2013 w meczu przeciwko Washington Nationals, w którym zaliczył dwa double i RBI. 28 lipca 2013 w wygranym przez Rockies 6–5 spotkaniu z Milwaukee Brewers na Coors Field zdobył pierwszego home runa w MLB.
28 stycznia 2016 w ramach wymiany zawodników przeszedł do Tampa Bay Rays. W lipcu 2017 został  po raz pierwszy w karierze wybrany do składu na Mecz Gwiazd MLB. 22 lutego 2018 w ramach wymiany przeszedł do Pittsburgh Pirates. W 2018 otrzymał po raz pierwszy w swojej karierze Gold Glove Award.

## Nagrody i wyróżnienia
| Nagroda/wyróżnienie | Lata | Źródło |
| All-Star            | 2017 | [ 6 ]  |
| Gold Glove Award    | 2018 | [ 7 ]  |